# 渕田長一郎
渕田 長一郎（淵田、ふちた ちょういちろう、1888年（明治21年）8月30日 - 1971年（昭和46年）10月21日）は、大正から昭和期の実業家、政治家。衆議院議員、人吉市会議長、熊本県人吉市長。

## 経歴
熊本県で渕田常一の長男として生まれる。1907年（明治40年）熊本商業学校（現熊本県立熊本商業高等学校）を卒業し、同年父が死去して家督を相続し、家業の「銀の露」焼酎醸造業を継承した。通信教育で資格を取得し、1917年（大正6年）早稲田大学専門部政治経済科を卒業した。その後、人吉酒造組合長、熊本県酒造組合連合会副会長、日本茶業取締役などを務めた。
早稲田大学在学中に友人たちが人吉町会議員選挙に立候補届をして本人不在のまま当選。1939年（昭和14年）熊本県会議員に選出され、同参事会員も務めた。1942年（昭和17年）3月、人吉市会議員に選出され、同議長も務めた。1943年（昭和18年）5月、人吉市長に就任し、戦時下の対応、戦後の市民生活の安定に尽力し、1946年（昭和21年）2月に市長を退任した。
1946年4月の第22回衆議院議員総選挙で熊本県全県区から日本自由党公認で出馬して当選し、衆議院議員に1期在任した。その後、公職追放となった。
1955年（昭和30年）5月、人吉市長に再選され1967年（昭和42年）4月まで3期在任した。この間、赤字財政の解消、市役所などの公共施設の整備、道路整備、産業の振興などに尽力した。